# Mesadenus
Mesadenus es un género de orquídeas perteneciente a la subfamilia Orchidoideae dentro de la familia Orchidaceae. Es originario de América donde se distribuyen desde Florida, al Caribe, México hacia Centroamérica y Brasil.

## Especies seleccionadas
A continuación se brinda un listado de las especies del género Mesadenus aceptadas hasta mayo de 2011, ordenadas alfabéticamente. Para cada una se indica el nombre binomial seguido del autor, abreviado según las convenciones y usos y la publicación válida.
1. Mesadenus affinis (C.Schweinf.) Garay, Bot. Mus. Leafl. 28: 336 (1980 publ. 1982).
2. Mesadenus chiangii (M.C.Johnst.) Garay, Bot. Mus. Leafl. 28: 336 (1980 publ. 1982).
3. Mesadenus glaziovii (Cogn.) Schltr., Beih. Bot. Centralbl. 37(2): 368 (1920).
4. Mesadenus lucayanus (Britton) Schltr., Beih. Bot. Centralbl. 37(2): 368 (1920).
5. Mesadenus polyanthus (Rchb.f.) Schltr., Beih. Bot. Centralbl. 37(2): 369 (1920).
6. Mesadenus rhombiglossus (Pabst) Garay, Bot. Mus. Leafl. 28: 336 (1980 publ. 1982).
7. Mesadenus tenuissimus (L.O.Williams) Garay, Bot. Mus. Leafl. 28: 336 (1980 publ. 1982).